# Cocker spaniel
För andra betydelser, se Cocker spaniel (olika betydelser).
Cocker spaniel är en hundras från Storbritannien. Den är en stötande och apporterande jakthund. Numera är den vanligast som sällskapshund. I Sverige var cocker spaniel den sjätte mest registrerade hunden 2013. I en undersökning 2012/2013 utnämndes cocker spaniel till en av världens tjugo populäraste hundraser.

## Historia
Rasen har fått sitt namn efter woodcock, det engelska namnet för morkulla. Under tidigt 1800-tal blev det populärt att jaga morkulla med små spanielar som kallades cocking spaniels. Uppdelningen av de stötande spanielarna i springer spaniel eller cocker spaniel gjordes första gången av Thomas Bewick i en bok 1790. Från de första hundutställningarna 1859 till 1901 var det vikten som avgjorde om en landspaniel (eller fältspaniel) skulle räknas som springer eller cocker spaniel. 1883 infördes separata klasser på utställningarna och 1893 började separata stamböcker föras av the Kennel Club. Den brittiska rasklubben för cocker spaniel bildades 1902, det var även då som rasstandarden skrevs.

## Egenskaper
Idag hålls cocker spaniel som de flesta känner den oftast som sällskapshund. Ren cocker jaktspaniel förekommer också. Cockern som ses i utställningsringarna är mindre intensiv till sättet och har längre päls och mer extrem kroppsbyggnad.
Det är en allroundhund som fungerar bra i de flesta grenar. Rasen har framförallt funnit en nisch inom agilityvärlden och som spårhund, men det förekommer också cockrar som tävlar i lydnad, nyare grenar som till exempel freestyle, och självklart jakt.
En cocker spaniel är en livlig och energisk hund. Till sättet är cocker spanieln outtröttlig, aktiv och samarbetsvillig, men även mycket kelig och tillgiven. Den vill vara till lags och är ganska lättlärd. Men den är känd för att vara även envis och kräver en engagerad, påhittig, bestämd och minst lika envis förare.

## Utseende

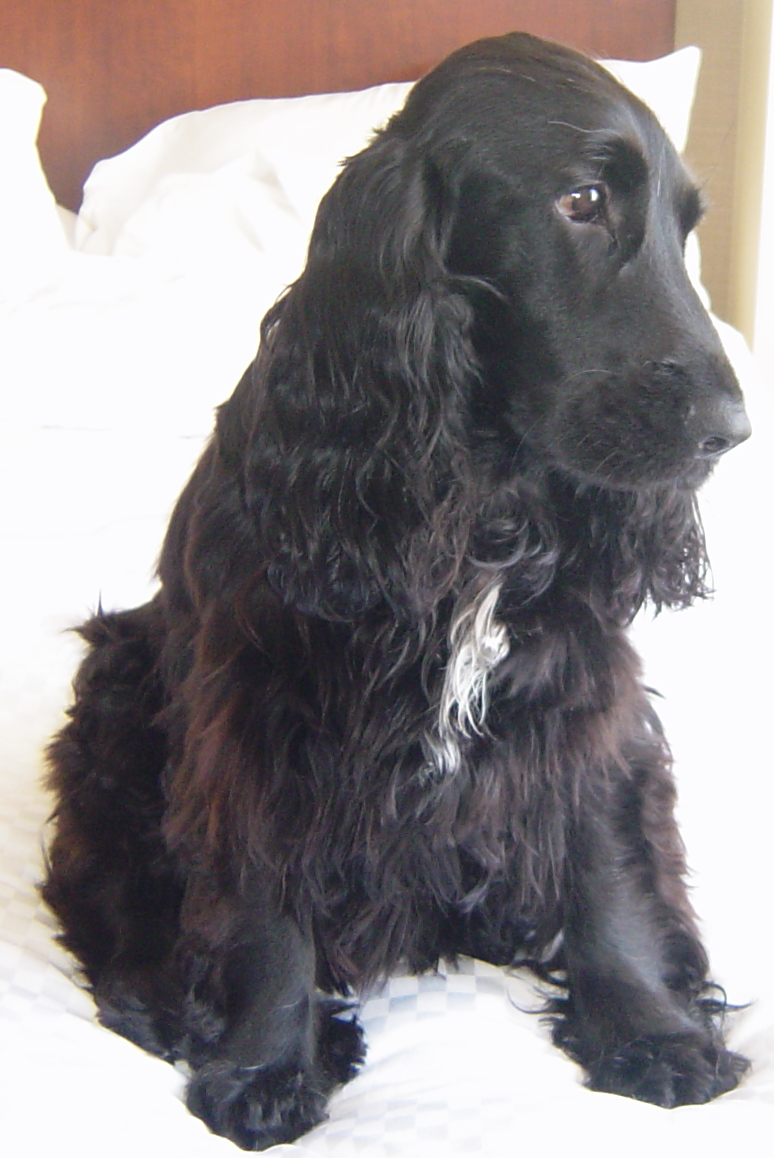
Päls av silkestyp, förekommer i alla färger, här svart

Cocker spaniel tillhör de mindre spanielraserna med cirka 40 cm i mankhöjd, och en vikt på runt 13-15 kilo. Öronen är hängande, huvudet har en markerad panna (stop). Cockerns päls är av så kallad silkestyp och behöver trimmas ungefär var tredje månad. Rasen kräver daglig pälsvård i form av kamning/kardning. Rasen får enligt rasstandarden förekomma i alla färger, i praktiken innebär detta svart, lever, bägge med eller utan roströda tecken, rött i alla nyanser eller sobel. Dessa kan alla vara enfärgade eller fläckade med vitt. Enfärgade hundar skall inte ha mer vitt än som en liten bröstfläck. Hos fläckiga hundar är prickar av färg, så kallade ticks, mycket vanliga, och roan, dvs kraftig sammanblandning av vita och färgade hår vilket ger ett melerat intryck, förekommer också.